# Sam Raimi
Samuel M. Raimi (23 tháng 10 năm 1959) là một nhà làm phim và diễn viên người Mỹ. Ông được biết đến với việc tạo ra bộ ba Spider-Man (2002–2007) và loạt phim Evil Dead (1981–nay). Ông cũng đạo diễn bộ phim siêu anh hùng Darkman năm 1990, bộ phim kinh dị tội phạm năm 1998 A Simple Plan, bộ phim kinh dị siêu nhiên năm 2000 The Gift, bộ phim kinh dị siêu nhiên năm 2009 Drag Me to Hell và bộ phim giả tưởng năm 2013 của Disney Oz Vĩ đại và Quyền năng. Phim của ông nổi tiếng với phong cách hình ảnh phô trương và rất năng động, lấy cảm hứng từ truyện tranh và hài kịch. 
Raimi cũng đã sản xuất một số loạt phim truyền hình thành công, bao gồm Hercules: The Legendary Journeys và phiên bản phụ Xena: Warrior Princess. Ông thành lập công ty sản xuất Renaissance Pictures vào năm 1979 và Ghost House Pictures vào năm 2002. 